# ビーフ・ジャーキー (曲)
「ビーフ・ジャーキー」(英語: Beef Jerky)は、1974年に発表されたジョン・レノン個人名義による4作目のアルバム『心の壁、愛の橋』収録曲。
この曲の歌詞はただタイトルの「ビーフ・ジャーキー」を繰り返すだけで、実質的にはインストゥルメンタル・ナンバーである。この曲は「真夜中を突っ走れ」がシングル・カットされた際、B面曲として収録された。